# Ковалёвка (Новосибирская область)
Ковалёвка — посёлок в Тогучинском районе Новосибирской области. Входит в состав Гутовского сельсовета.

## География
Площадь посёлка — 37 гектаров.

## История
В 1976 г. Указом Президиума ВС РСФСР посёлок свинофермы совхоза «Гутовский» переименован в Ковалёвка.

## Население
| 2002 | 2007 | 2010 |
| ---- | ---- | ---- |
| 222  | ↘199 | ↘174 |

## Инфраструктура
В посёлке по данным на 2007 год функционирует 1 учреждение здравоохранения.